# كهف كارين
كهف كارين (بالتركية: Karain Mağarası)‏ هو موقع أثري من العصر الحجري القديم يقع في قرية Yağca على بعد 27 كم (17 ميل) شمال غرب مدينة أنطاليا في منطقة البحر الأبيض المتوسط في تركيا.